# Brad Dean
Pour les articles homonymes, voir Dean.
Bradley Scott « Brad » Dean, né le 12 janvier 1953, est un entraîneur américain de basket-ball.